# Marvin Andrews
Pour les articles homonymes, voir Andrews.
Marvin Andrews, né le 22 décembre 1975 à San Juan, est un footballeur trinidadien. Il joue au poste de défenseur central avec l'équipe de Trinité et Tobago et Forfar Athletic, club écossais.

## Carrière

### En équipe nationale
Il a eu sa première sélection en mars 1996. Il possède 100 sélections en équipe nationale (10 buts) en septembre 2009.
Andrews participe à la coupe du monde 2006 avec l'équipe de Trinité et Tobago.

## Palmarès
- Champion d'Écosse en 2005.
- Vainqueur de la Coupe de la Ligue d'Écosse en 2004.